# Christoph Pfister
Christoph Pfister (* 10. Oktober 1945 in Bern) ist ein Schweizer Historiker und Autor. Er ist ein Vertreter der pseudowissenschaftlichen Chronologiekritik. Hauptsächlich befasst er sich mit geschichtlichen und heimatkundlichen Themen über die Schweiz im Allgemeinen sowie die Stadt und den Kanton Bern im Besonderen.

## Leben
Christoph Pfister verbrachte seine Kindheit in Bern, wo er als Sohn von Robert Pfister, eines Generalagenten, und Marie-Elise, geborene Roos, zur Welt kam. Dort besuchte er die Primarschule von 1952 bis 1956 und von 1956 bis 1960 die Sekundarschule. Im Jahr 1960 zog er nach Freiburg um, wo er in das Kollegium St. Michael eintrat und bis zur 5. Klasse das humanistische Gymnasium absolvierte. Von 1964 bis 1967 bereitete er sich an einer Privatschule und im Selbststudium auf die Eidgenössische Maturitätsprüfung des Typus A vor, die er in St. Gallen im September 1967 bestand. Ab dem Wintersemester 1967/68 studierte Pfister im Hauptfach neuere Geschichte, in den Nebenfächern mittelalterliche Geschichte (Mediävistik) und historische Hilfswissenschaften an der Universität Freiburg i. Ü. Im Jahr 1974 promovierte er bei Heribert Raab zum Thema Die Publizistik Karl Ludwig von Hallers in der Frühzeit 1793–1815. Anschliessend betätigte sich Pfister als Universitätsassistent, später als Sprachlehrer und Publizist. In den 1990er Jahren begann er sich geschichts- und chronologiekritischen Themen zuzuwenden. Er hat dazu verschiedene Artikel in der regionalen Presse zu lokalen Gegebenheiten veröffentlicht, Vorträge gehalten und Bücher verfasst. Bei der deutschen Übersetzung von Georges Andreys Bestseller Schweizer Geschichte für Dummies war er für das Lektorat verantwortlich. Seit dem Jahr 2011 gibt Pfister seine älteren, in Buchform publizierten Schriften kostenlos und aktualisiert in der eigenen Reihe Historisch-philologische Werke als E-Books heraus. Die Reihe zählt gegenwärtig neun Titel. Pfister arbeitete in Freiburg im Üechtland. Er ist unverheiratet und lebt seit 2024 in Corsier-sur-Vevey.

## Thesen
Als Pfisters bisheriges Hauptwerk gilt sein Buch Die Matrix der alten Geschichte (2021). Darin fasst er die verschiedenen geschichts- und chronologiekritischen Ansätze älterer und zeitgenössischer Autoren zu einem eigenen, radikalen Thesengebäude zusammen. Grundlegende Anregungen bezog er unter anderem aus den Werken von Anatoli Timofejewitsch Fomenko, Wilhelm Kammeier, Uwe Topper, Karl August von Cohausen, Nikolai Morosow, Robert Baldauf, Edwin Johnson, Francesco Carotta und von Joseph Yahuda. Pfister vertritt im Wesentlichen die These, dass ein gesichertes historisches Wissen bereits wenige Jahrzehnte vor der Französischen Revolution ende. Früher datierte Überlieferungen, seien es Urkunden oder Inschriften an Bauten, sieht Pfister als Fälschungen an, die Teil einer religiös geprägten Geschichtserfindung einiger weniger Autoren im frühen 18. Jahrhundert seien, deren Werke in der Folge als Vorlagen für weitere Geschichtserfindungen dienten. Die organisatorischen Probleme, die mit einer solchen umfassenden Fälschungsaktion verbunden gewesen wären, welche neben Europa offenbar auch den übrigen Mittelmeerraum sowie Asien umfasste, bleiben dabei ungeklärt.
In den Sprachen Griechisch, Latein und Hebräisch sieht Pfister Kunstprodukte einer früheren Hegemonialmacht im europäischen Raum zum Zweck der Verständigung in der Verwaltung, Armee und Religion. Wobei zuerst Griechisch geschaffen worden sei, später abgelöst durch Latein. Hebräisch sieht Pfister als jüngste der drei Kunstsprachen belegt. Zum einen bestehe der Wortschatz zu beträchtlichen Teilen aus griechischen Wörtern und zum anderen aus deutschen.
Neben quellen- und textkritischen Arbeiten befasst sich Pfister mit der Bau- und Technologiegeschichte. Die Fortschritte auf letzteren Gebieten seien wesentlich rascher erfolgt, als bisher angenommen. Die Entwicklung der baugeschichtlichen Epochen Romanik, Gotik, Renaissance bis hin zu Barock sollen sich in Schüben weniger Jahrzehnte im 17. und 18. Jahrhundert vollzogen haben, nachdem sich die Erfindung des Mörtels vor 1700 durchgesetzt habe. Daher schätzt Pfister im Vergleich zur etablierten Lehrmeinung die Bauten des antiken Roms viel jünger ein. Er kritisiert in dem Zusammenhang auch das konventionelle Geschichtsbild vom Bau alter Kirchen, in dem von Bauzeiten von mehreren hundert Jahren ausgegangen wird. Pfister vermutet auch hier wesentlich kürzere Entstehungszeiten von wenigen Jahren.
Ein besonderes Steckenpferd von Christoph Pfister ist die Burgenkunde. Hier interessieren ihn besonders die alten Wehranlagen, die Oppida, die Erdburgen und die Steinburgen. Aus diesen Anlagen gewinnt der Autor Rückschlüsse auf die dahinterstehende Kultur und eine relative Chronologie. Frucht dieser Bemühungen ist das Werk Burgen rund um Bern (2022). Darin bespricht er mit Plänen und Bildern über 100 Burgstellen im Berner Mittelland, in Freiburg und im Waadtland.
Das Weisse Buch von Sarnen bezeichnet er als bewusste Fälschung aus dem 19. Jahrhundert. Der chronikalische Teil sei ohne jeden Wert und nur zur Verbreitung des Mythos Tell viel später geschrieben worden.
Wissenschaftliche Methoden zur Altersbestimmung von Stoffen wie etwa die Radiokohlenstoffdatierung lehnt Pfister als unbrauchbar ab. Nach seiner Einschätzung gibt es zurzeit kein Instrument, um Material zweifelsfrei richtig datieren zu können.
Seit Jahren vertritt Christoph Pfister folgende Thesen zur Geschichte und Chronologie: Die heutige menschliche Kultur und Gesellschaft hat sich vor vielleicht 400 Jahren herausgebildet. Der Zement oder Mörtel hat die Römerzeit ermöglicht, vor etwas mehr als dreihundert Jahren. – Das Mittelalter begann vor weniger als 300 Jahren und dauerte etwa drei Generationen. – Die nachrömische Stilfolge von Romanik und Gotik wurde etwa 1770 von den neuen Stilen des Barocks, des Rokoko und des Klassizismus abgelöst. – Die heute gebräuchliche Anno-Domini-Datierung wurde vielleicht um 1740 eingeführt. – Die schriftliche Überlieferung in Handschriften und Drucken setzte um 1760 ein. Um diese Zeit begann auch die künstlerische Produktion mit Gemälden und Zeichnungen. Doch ist die ganze literarische Produktion der ersten fünfzig Jahre nach ihrem Beginn als eine einzige Geschichtsdichtung anzusehen. Die Inhalte und Jahrzahlen bis um etwa 1800 haben nur symbolischen Wert. Die literarische Geschichtserfindung hatte religiöse Motive.
Seine Annahmen begründet er mit von ihm empfundenen Unplausibilitäten. So stellt er die rhetorische Frage, ob das muslimische Osmanische Reich in ihrer Hauptstadt die von Denis Pétau genannten Konzilien 1639 und 1652 erlaubt hätten. Diese waren jedoch vom Ökumenischen Patriarchen von Konstantinopel einberufene Synoden im Rahmen der Auseinandersetzung mit dem Calvinismus, die gut dokumentiert ist.
Als Beispiel für die „Unsicherheit“ der Geschichte des 18. Jahrhunderts führt Pfister die Biographie Friedrichs II. von Preußen an, der sich nach herrschender Geschichtsauffassung „gegen eine Koalition von allen europäischen Mächten, nämlich Österreich, Frankreich, England und Russland“ behauptet habe, und bezweifelt, dass „ein ostdeutscher Binnenstaat“ mit der wirtschaftlichen und finanziellen Lage und der geringen Bevölkerung Preußens dazu in der Lage gewesen sei. Die Schlesischen Kriege seien eine „machtlüsterne Phantasie“. Tatsächlich sind diese Kriege gut dokumentiert: das Königreich Preußen war kein Binnenstaat, sondern verfügte mit Königsberg, Stettin und Emden über Häfen in Ost- bzw. Nordsee. Während der Schlesischen Kriege war Friedrich zunächst mit Frankreich, nach dem Renversement des alliances mit Großbritannien verbündet, zusätzlich zu den Bündnissen mit Bayern und den Niederlanden. Russland schied mit dem Frieden von Sankt Petersburg nach der Thronbesteigung Peters III. aus dem Dritten Schlesischen Krieg aus.
Im Streit um die Theorien von Heribert Illig hat Pfister klar Position gegen Illig bezogen und dessen These über Karl den Grossen als „unmöglich“ kritisiert, da sie nur drei Jahrhunderte infrage stellt. Caesar und Karl V. seien ebenso Legenden wie Karl der Grosse.
Die bemannten Mondlandungen der USA erachtet Pfister als „Fake“ (Fälschung). Dabei bedient er sich hauptsächlich der Argumente, die der umstrittene Autor Gernot L. Geise veröffentlichte (vergleiche Verschwörungstheorien zur Mondlandung).
Anfangs 2016 veröffentlichte Pfister ein Online-Manifest zur Geschichts- und Chronologiekritik – auch in französischer und englischer Übersetzung.
Pfister hat auch eine neue Auffassung der Entstehung der Sprachen und der Ortsnamen entwickelt. Nach ihm ist die Grundlage aller Wörter der „christlich-vesuvianisch-trojanische Komplex“, wie er ihn nennt. Ergebnis dieser Bemühungen ist das Werk Die Ortsnamen der Schweiz (2022).
Im Herbst 2019 erschien die überarbeitete Ausgabe von Johann Rudolf Wyss: Der Abend zu Geristein und Der Ritter von Ägerten. Neben Änderungen bei den Bildern und Kommentaren hat der Herausgeber dem Büchlein auch eine Sage über die Teufelsküche im Grauholz bei Bern angefügt.
Die Website von Christoph Pfister enthält über 200 illustrierte Artikel zur Geschichte, Philologie und Heimatkunde, davon etwa 90 Beiträge über Burgen, besonders Erdburgen und Burgstellen, im Kanton Bern und in der übrigen Westschweiz.
Anfang 2024 veröffentlichte Pfister sein illustriertes Werk Burgen rund um Bern. Darin beschreibt er, neben einer allgemeinen burgenkundlichen Einleitung, etwa 120 Burgstellen rund um Bern, ferner etliche in den angrenzenden Kantonen Freiburg, Waadt, Solothurn und Neuenburg.

## Rezeption
Pfisters Thesen werden von der etablierten Forschungswelt selten beachtet oder dann abgelehnt. In chronologiekritischen Kreisen, die von etablierten Historikern allerdings nicht ernst genommen werden, sind seine Schriften dagegen bekannt und geniessen als Grundlagenwerke im deutschen Sprachraum eine gewisse Anerkennung. Die historisch-heimatkundlichen Untersuchungen Pfisters, unter anderem über das Anch von Bern, die Kelten oder über verschiedene Erdburgen im Bernbiet, sind gelegentlich Gegenstand von teils kritischen Schweizer Presseberichten.

## Schriften
- Historische Denkmäler in der Schweiz. 34 helvetische Erinnerungsstätten, kritisch betrachtet. Norderstedt 2021 (Historisch-philologische Werke 8).
- Die Matrix der alten Geschichte. Eine Einführung in die Geschichts- und Chronologiekritik. Neubearbeitung des 2002 und 2006 unter dem gleichen Titel erschienenen Werkes. o. O. 2012. Historisch-philologische Werke 1. (PDF-Datei; 6,71 MB)
- Die alten Eidgenossen. Die Entstehung der Schwyzer Eidgenossenschaft im Lichte der Geschichtskritik und die Rolle Berns. Vollständig überarbeitete Neuausgabe des erstmals 2003 unter dem Titel Die Mär von den alten Eidgenossen und 2006 unter dem Titel Bern und die alten Eidgenossen erschienenen Buches. o. O. 2013. Historisch-philologische Werke 2. (PDF; 19 MB)
- Die Ursprünge Berns. Eine historische Heimatkunde Berns und des Bernbiets. Mit besonderer Berücksichtigung der Burgen. Vollständig neu bearbeitete Ausgabe des 2008 unter dem gleichen Titel erschienenen Buchs. o. O. 2013. Historisch-philologische Werke 3. (PDF-Datei; 53,49 MB)
- Die Ortsnamen der Schweiz. Mit einer Einführung über die vesuvianische Namensprägung Europas. Neubearbeitung des 2006 unter dem Titel Der Vesuv ist überall erschienenen Werkes. o. O. 2013. Historisch-philologische Werke 4. (PDF-Datei; 3,79 MB)
- Johann Rudolf Wyß der Jüngere: Der Abend zu Geristein und Der Ritter von Ägerten. Zwei Dichtungen, neu herausgegeben, eingeleitet und illustriert von Christoph Pfister. 3. überarbeitete Aufl. o. O. 2020. Historisch-philologische Werke 5 (PDF; 11 MB)
- Die Entstehung der Jahrzahl 1291. Beiträge zur Schweizer Historiographie: Stumpf – Schweizer – Daguet et al. Norderstedt: Books on Demand 2019. Historisch-philologische Werke 7. (ISBN 978-3-8334-7138-4) (PDF-Datei; 1,55 MB)
- Bern und die alten Eidgenossen. Die Entstehung der Schwyzer Eidgenossenschaft im Lichte der Geschichtskritik. 3. veränderte Auflage. Norderstedt: Books on Demand 2020.
- Die Ursprünge Berns. Materialien für eine Neubetrachtung. Norderstedt: Books on Demand 2022. (= Neubearbeitung von Der antike Berner Bär. Die Vorgeschichte einer mächtigen Stadt.)
- Beiträge zur Freiburger Historiographie des 18. und 19. Jahrhunderts. Guillimann – Alt – Berchtold – Daguet. Norderstedt: Books on Demand 2019.
- Die Matrix der alten Geschichte. Analysen einer religiösen Geschichtserfindung. 2. veränderte Auflage. Norderstedt: Books on Demand 2021.
- Analyse d’un légitimiste suisse sur la Réforme et la révolution. Jean Georges Esslinger et une apologie inédite du catholicisme de la fin des années 1820. (PDF-Datei; 124 kB, französisch)
- Der antike Berner Bär. Die Vorgeschichte einer mächtigen Stadt. Freiburg: Dillum / Norderstedt: Books on Demand 2002.
- Leukasburg: Bericht über einen Idealstaat. Fribourg: Trikastel Verlag 1987.
- Die Publizistik Karl Ludwig von Hallers in der Frühzeit. 1791–1815. Bern: Herbert Lang; Frankfurt/M.: Peter Lang 1975.